# کیردان
گوگسل دان (Círdan) در زبان سینداری به معنی کشتی‌ساز، نام یک شخصیت در داستان‌های جی. آر. آر. تالکین است. او یک الف تلری بود که توان خوبی در ملوانی و کشتی سازی داشت همچنین او در دوره ی نخست، فرمانروای فالاس بود. حلقهٔ ناریا به داده شد که او بعدها به گندالف داد.
کیردان ریش داشت، که برای الف‌ها بسیار غیرمعمول است و در دورهٔ سوم سرزمین میانی موهایی خاکستری یا نقره‌ای دارد مانند فرمانروای برترش تینگول. او در دوران مورگوت در آغاز دورهٔ نخست زندانی می‌شود. در زبان سینداری دوریات، نام واقعی کیردان، نُوه (Nōwē) است اما این نام پس از فرمانروایی بر بلریاند هرگز استفاده نمی‌شود.

## فیلم
در سه گانهٔ ارباب حلقه‌ها ساختهٔ پیتر جکسون تنها در دو صحنه، کیردان نشان داده می‌شود که در این دو صحنه او ریش ندارد و هیچ سخنی نمی‌گوید.